# Plantago lagopus
La piantaggine piede di lepre (Plantago lagopus L., 1753) è una pianta erbacea annuale della famiglia delle Plantaginaceae.

## Etimologia
Il nome generico (Plantago) deriva dalla parola latina "planta" che significa "pianta del piede" e fa riferimento alle piatte foglie basali di questa pianta simili a "piante di un piede". L'epiteto specifico (lagopus) deriva da due parole greche: "lago" (= lepre) e "pous" (= piede) e insieme significano "piè di lepre", nome di un trifoglio già usato anticamente da Dioscoride (Anazarbe, 40 circa – 90 circa), medico, botanico e farmacista greco antico che esercitò a Roma ai tempi dell'imperatore Nerone.
Il nome scientifico della specie è stato definito da Linneo (1707 – 1778), conosciuto anche come Carl von Linné, biologo e scrittore svedese considerato il padre della moderna classificazione scientifica degli organismi viventi, nella pubblicazione "Species Plantarum - 1: 114" del 1753.

## Descrizione

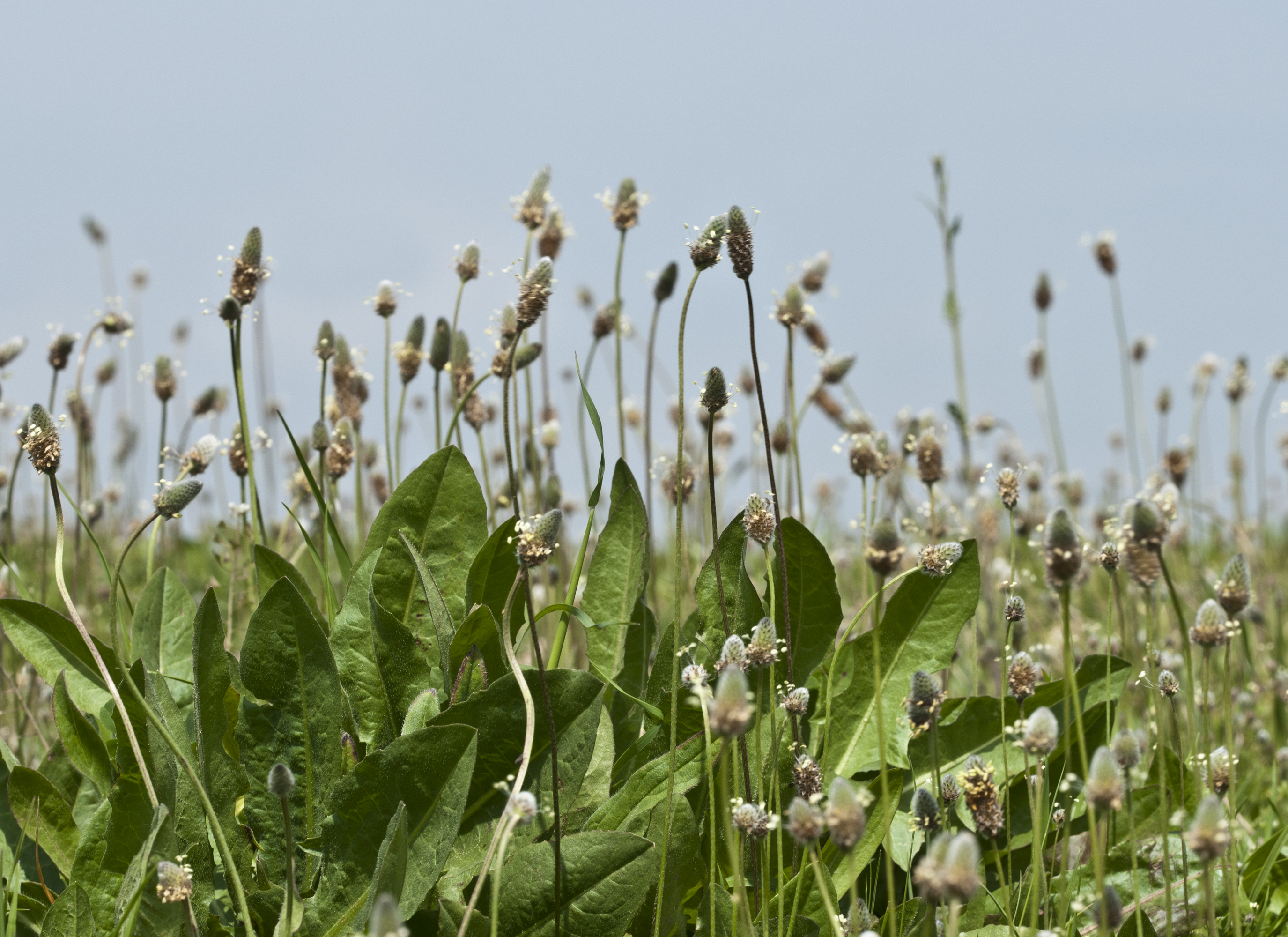
Il portamento

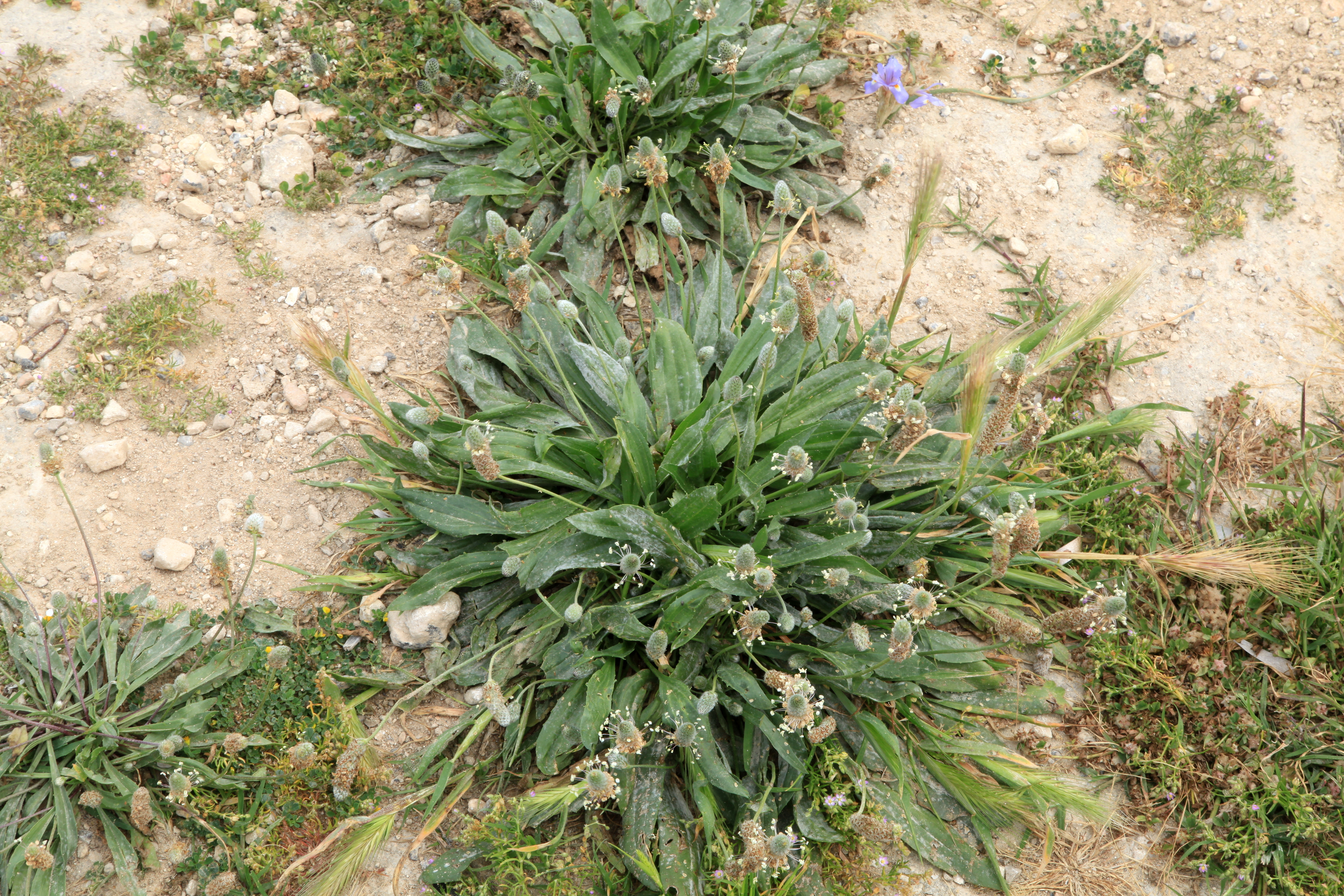
Le foglie

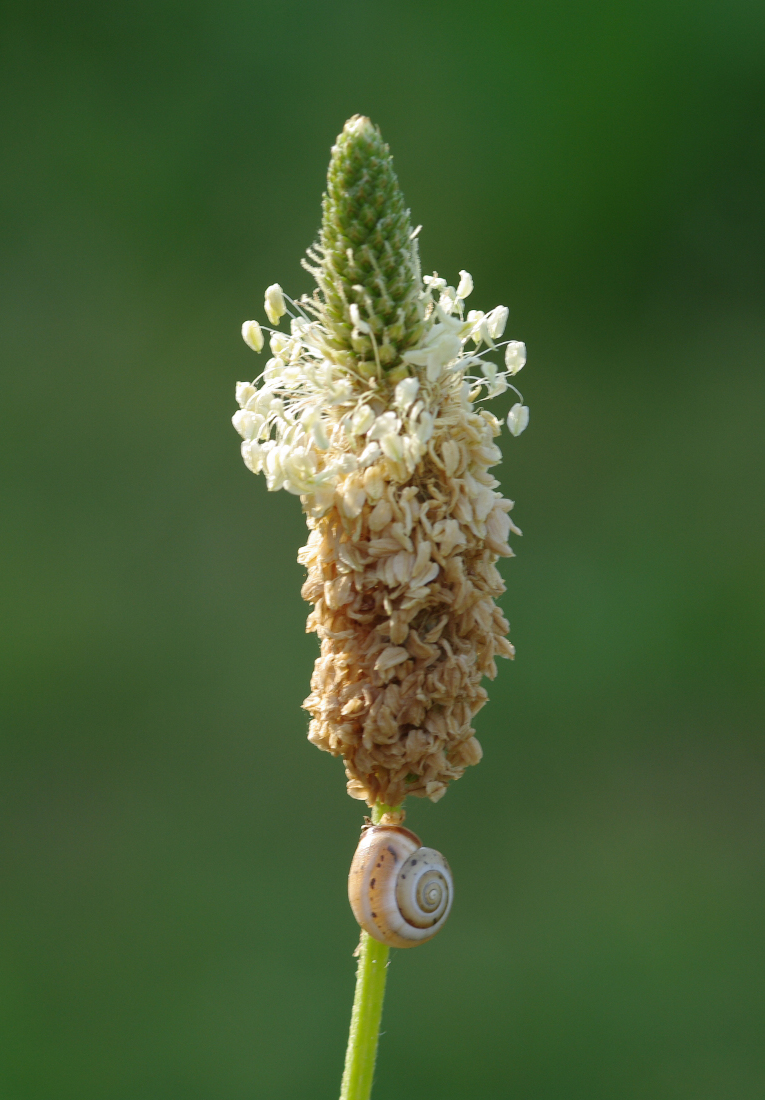
Infiorescenza

Le piante di questa voce hanno una altezza variabile da 3 a 40 cm. La forma biologica è terofita scaposa (T scap), ossia in generale sono piante erbacee che differiscono dalle altre forme biologiche poiché, essendo annuali, superano la stagione avversa sotto forma di seme e sono munite di asse fiorale eretto e spesso privo di foglie. Sono piante proterogine (gli ovuli maturano prima del polline per evitare l'autofecondazione in quanto sono piante soprattutto anemogame). In genere la pubescenza è formata da peli semplici.

### Radici
Le radici sono secondarie da rizoma.

### Fusto
La parte aerea del fusto è ascendente e consiste in uno o più assi fiorali (= scapi) allungati e privi di foglie. Il portamento è arcuato; la sezione è angolosa o striata; la superficie è ispida.

### Foglie
Le foglie sono tutte in rosetta basale con disposizione spiralata e sono persistenti per tutto l'anno. Le foglie sono piane con forma della lamina oblanceolato-spatolata con bordi interi e apice acuto. La superficie è percorsa da 3 - 7 nervature; la consistenza è da membranosa a cartacea. Dimensione delle foglie: larghezza 3 – 30 mm; lunghezza 25 – 120 mm.

### Infiorescenza
Le infiorescenze sono delle spighe alla fine di uno scapo. Le infiorescenze, colorate di rossastro, sono composte da fiori riuniti in gran numero; i fiori sono sessili, piccoli e ridotti in ogni elemento. Le spighe hanno inizialmente delle forme da subsferiche a ovoidi e lanose, alla fine sono allungate. Sono presenti delle brattee irsuto-pelose e carenate; quelle inferiori sono da lanceolate a ovato-lanceolate e sono lunghe 3 – 4 mm. Dimensione delle spighe: larghezza 0,8 mm; lunghezza 3 cm. 

### Fiore
I fiori sono ermafroditi, attinomorfi, tetrameri (4-ciclici), ossia con quattro verticilli (calice – corolla - androceo – gineceo) e tetrameri (4-meri: la corolla e il calice sono più o meno a 4 parti).
- Formula fiorale:

X oppure *, K (4-5), [C (2+3) oppure (4), A 2+2 oppure 2] G (2), (supero), capsula.
- Calice: il calice formato da 4 sepali è attinomorfo. I sepali anteriori del calice sono saldati fra di loro. Il calice è inoltre persistente.
- Corolla: la corolla formata da 4 petali è gamopetala e attinomorfa (in realtà i petali da 5 sono diventati 4 per fusione dei due petali superiori). La corolla termina in un tubo allungato con 4 lobi patenti. I lobi hanno delle forme lanceolate. Dimensione dei lobi: larghezza 1,5 mm; lunghezza 2,2 mm.
- Androceo: gli stami sono 4 didinami e epipetali (adnati all'interno della corolla) con disposizione alternata rispetto ai petali. Le antere cuoriformi sono grosse a due logge con base debolmente sagittata (le sacche polliniche sono divergenti) e deiscenza longitudinale. Il colore delle antere è bruno-giallastro. I grani pollinici sono tricolporati. Dimensione delle antere: larghezza 1,6 mm; lunghezza 2,2 mm.
- Gineceo: l'ovario è supero formato da due carpelli saldati (ovario biloculare; ma possono essere presenti da 1 fino a 4 loculi). In ogni loculo si trova uno o più ovuli a placentazione assile (se il loculo è uno solo, allora la placentazione può essere libera, centrale o basale). Gli ovuli hanno un solo tegumento e sono tenuinucellati (con la nocella, stadio primordiale dell'ovulo, ridotta a poche cellule).[13] Lo stilo è unico, filiforme con uno stigma cilindrico o usualmente bilobo (a volte lo stigma è piumoso). Il disco nettario è assente (l'impollinazione è soprattutto anemogama).
- Fioritura: da aprile a giugno.

### Frutti
I frutti sono delle capsule rugose con forme da ovoidi a ellissoidi con deiscenza trasversale (opercolata, ossia con coperchio) in parte nascoste dai sepali persistenti. I semi hanno la faccia interna concava e sono pochi. I cotiledoni sono paralleli al lato ventrale. Lunghezza delle capsule: da 2,25 a 2,5 mm.

## Riproduzione
- Impollinazione: l'impollinazione avviene in parte tramite insetti (impollinazione entomogama), ma soprattutto tramite il vento (impollinazione anemogama).[7]
- Riproduzione: la fecondazione avviene fondamentalmente tramite l'impollinazione dei fiori (vedi sopra).
- Dispersione: i semi cadendo a terra (dopo essere stati trasportati per alcuni metri dal vento – disseminazione anemocora) sono successivamente dispersi soprattutto da insetti tipo formiche (disseminazione mirmecoria), ma anche da uccelli.[8]

## Distribuzione e habitat

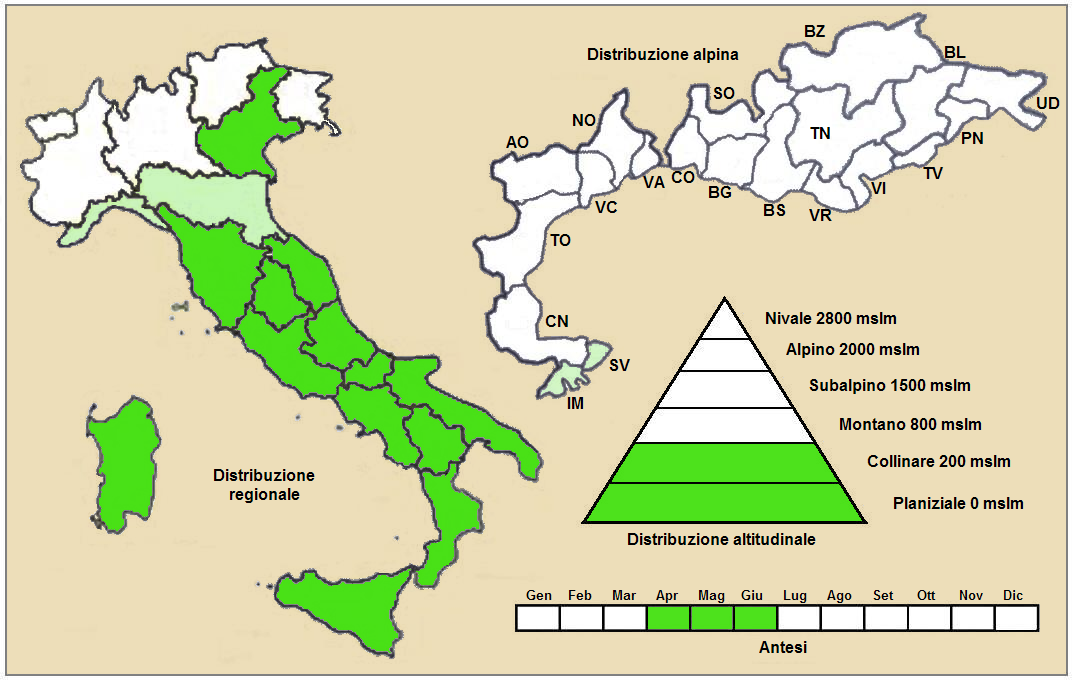
Distribuzione della pianta
(Distribuzione regionale – Distribuzione alpina)

- Geoelemento: il tipo corologico (area di origine) è Steno-Mediterraneo.
- Distribuzione: in Italia questa pianta si trova comunemente soprattutto al Centro e al Sud (isole comprese). Al Nord è rara e spesso è avventizia. Nelle Alpi si trova in Francia (dipartimenti di Alpes-de-Haute-Provence e Alpes-Maritimes), mentre sugli altri rilievi europei collegati alle Alpi si trova nei Pirenei e nei Monti Balcani.[15] Nel resto dell'Europa, compreso l'areale del Mediterraneo, la "piantaggine piede di lepre" si trova nella Penisola Iberica, Penisola Balcanica, Anatolia, Asia mediterranea e Africa settentrionale.[16] Fuori dall'Europa si trova dal Mediterraneo all'Afghanistan fino al Pakistan.[12]
- Habitat: l'habitat tipico per questa pianta sono i pascoli aridi e le aree incolte e ruderali. Il substrato preferito è calcareo ma anche siliceo con pH neutro, medi valori nutrizionali del terreno che deve essere arido.[15]
- Distribuzione altitudinale: sui rilievi queste piante si possono trovare fino a 800 m s.l.m.; frequentano quindi il seguente piano vegetazionale: collinare (oltre a quello planiziale – a livello del mare).

### Fitosociologia

#### Areale alpino
Dal punto di vista fitosociologico alpino Plantago lagopus appartiene alla seguente comunità vegetale:

Formazione: delle comunità terofitiche pioniere nitrofile.
Classe: Stellarietea mediae
Ordine: Sisymbrietalia
Alleanza: Hordeion murini
(L'alleanza Hordeion murini da altre pubblicazioni è considerata un sinonimo di  Hordeion leporini - vedere sotto)

#### Areale italiano
Per l'areale completo italiano Plantago lagopus appartiene alla seguente comunità vegetale:

Macrotipologia: vegetazione erbacea sinantropica, ruderale a megaforbieti.
Classe: Stellarietea mediae
Subclasse: Chenopodio-stellarienea
Ordine: Sisymbrietalia officinalis
Alleanza: Hordeion leporini
Descrizione: l'alleanza Hordeion leporini raggruppa comunità nitrofile primaverili di tipo ruderale (bordi delle strade, viottoli di campagna e discariche di materiali). La distribuzione di questo gruppo è prevalentemente nella fascia costiera e collinare nei territori a clima mediterraneo arido. Fuori dall'Italia si trova in Spagna, Dalmazia, Grecia e grandi isole centro-mediterranee. Questa alleanza è molto ricca da un punto di vista floristico.
Altre alleanze per questa specie sono:
- Echio plantaginei-Galactition tomentosae
- Periballio-Trifolion subterranei

## Tassonomia
La famiglia di appartenenza della specie (Plantaginaceae) comprende 113 generi e 1800 specie (114 generi e 2100 specie o anche 90 generi e 1900 specie secondo altre fonti) ha una distribuzione più o meno cosmopolita ma con molti taxa distribuiti soprattutto nelle zone temperate e nell'areale mediterraneo. Il genere Plantago si compone di oltre 250 specie una trentina delle quali sono presenti nella flora spontanea italiana. All'interno della famiglia Plantaginaceae il genere è descritto nella tribù Plantagineae.
Il genere Plantago è suddiviso in 4 sottogeneri (subg. Plantago; subg. Coronopus (Lam. & DC.) Rahn; subg. Psyllium (Juss.) Harms; subg. Bougueria (Decne) Rahn & Reiche). La specie di questa voce è descritta all'interno del sottogenere Plantago sect. Psyllium insieme ad altre specie come Plantago afra L. e Plantago lanceolata L..
Il numero cromosomico di P. lagopus è: 2n = 12 e 24.

### Sottospecie
Per questa specie è riconosciuta la seguente sottospecie:
- Plantago lagopus subsp. ptolemaidis Brullo & Furnari, 1979 - Distribuzione: Libia

### Sinonimi
Questa entità ha avuto nel tempo diverse nomenclature. L'elenco seguente indica alcuni tra i sinonimi più frequenti:
- Plantago aliena Schrad. ex Roem. & Schult.
- Plantago arvensis  C.Presl
- Plantago dasyurus  Raf.
- Plantago eriostachya  Ten.
- Plantago fornicata  K.Koch
- Plantago fruticosa  Roem. & Schult.
- Plantago glauca  C.A.Mey.
- Plantago lagopoda  St.-Lag
- Plantago lagopoides  Viv.
- Plantago lusitanica  L.
- Plantago madritensis  Lag. ex Rapin
- Plantago vaginata  Vent.

### Specie simili
Le specie del genere Plantago sono difficili da distinguere una dall'altra. La seguente tabella evidenzia i caratteri più significativi delle tre specie più simili a quella di questa voce:
- Plantago lanceolata L. - Piantaggine lanciuola: pianta perenne; la radice principale è divisa in radici secondarie sottili e più o meno capillari e contorte; le foglie hanno forme lineari-lanceolate.
- Plantago altissima L. - Piantaggine palustre: pianta perenne; la radice principale è un rizoma orizzontale; le radici secondarie sono grosse, diritte e più o meno parallele; lo scapo fiorifero è solcato; le foglie sono glabre con forme allungatissime; le brattee dell'infiorescenza sono lunghe 6 – 7 mm.
- Plantago argentea Chaix - Piantaggine argentata: pianta perenne; la radice principale è un rizoma verticale o obliquo; le radici secondarie sono grosse, diritte e più o meno parallele; lo scapo fiorifero è poco solcato e solamente nella parte apicale; le foglie sono argenteo-sericee con forme molto allungate; le brattee dell'infiorescenza sono lunghe 3,5 – 5 mm.
- Plantago lagopus L. - Piantaggine piede di lepre: pianta annua con foglie oblancelato-spatolate e scapo fiorifero angoloso.

Le tre specie sopra descritte hanno in comune le foglie tutte basali a disposizione spiralata (gli scapi fioriferi sono privi di foglie), i sepali anteriori del calice sono saldati fra di loro e la faccia interna dei semi è concava.

## Altre notizie
La piantaggine piede di lepre in altre lingue è chiamata nei seguenti modi:
- (DE)  Hasemfuss-Wegerich
- (FR)  Plantain pied de lièvre
- (EN)  Round-headed Plantain'